# Strymon eurytulus
Strymon eurytulus is een vlinder uit de familie van de Lycaenidae. De wetenschappelijke naam van de soort werd als Tmolus eurytulus in 1819 gepubliceerd door Jacob Hübner.

## Synoniemen
- Thecla americensis Blanchard, 1852
- Thecla argona Hewitson, 1874
- Thecla tucumana Druce, 1907
- Strymon peristictos Johnson, Eisele & MacPherson, 1990